# Fuji Television

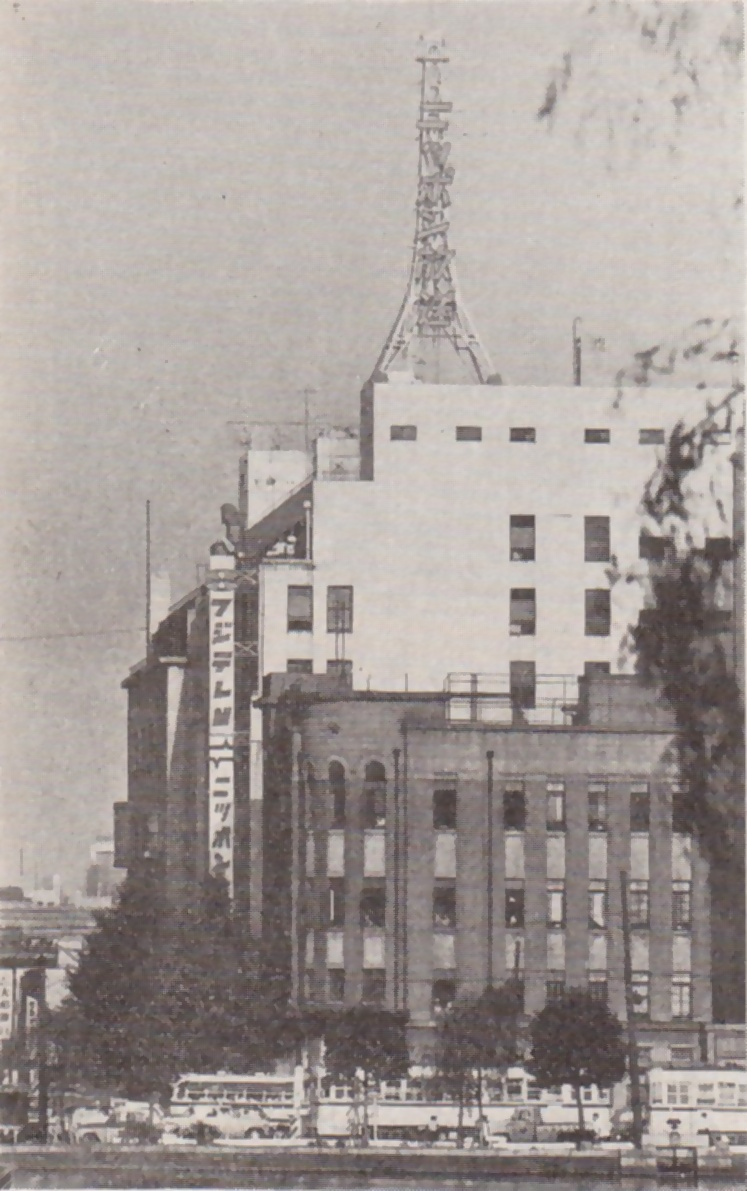
Det första huvudkontoret för Fuji TV låg i Yūrakuchō och delades med radioproducenten NBS.

Fuji Television (även Fuji TV) är en japansk TV-station baserad i Minato, Tokyo. Den är den huvudsakliga kanalen för det rikstäckande kanalnätet FNN (Fuji News Network), och man driver numera även tre relaterade betalkanaler. Stationen grundades 1957, och man är del av Japans största massmediebolag Fujisankei Communications Group.

## Ägande
Kanalbolaget Fuji News Network ägs av Fuji Media Holdings, som är ett holdingbolag inom Fujisankei Communications Group. Det sistnämnda var i början 1990-talet Japans största massmediebolag.

## Historia

### Bakgrund och kontor
Stationen grundades år 1957 som Fuji Television Network och började sändningarna två år senare.
Bolaget har haft tre olika huvudkontor. Från starten fanns det i en byggnad i Yūrakuchō, där man delade lokaler med systerbolaget (radio) NBS. I början av 1960-talet flyttade man till Kawadacho i Shinjuku, där man senare byggde ut TV-komplexet.
År 1997 blev företaget börslistat på Tokyobörsen, och huvudkontoret flyttades då till Daiba – den norra strandremsan på Odaiba. Det nya huvudkontoret har en uppseendeväckande arkitektur – ritad av Kenzo Tange – med bland annat en stor glob.

### Systerkanaler och dotterbolag
Fuji Television administrerar även tre stycken betalkanaler – Fuji TV One, Fuji TV Two och Fuji TV Next.
Fuji TV Two grundades 1998, Fuji TV One 1999 och Fuji TV NEXT år 2008. Samtliga dessa är idag digitala kanaler. 

Fuji TV och dess ägarbolag FNN är systerbolag bland annat till den landstäckande radiokanalen NBS. Ett annat systerbolag är Pony Canyon (grundat 1966), ett av Japans stora produktionsbolag inom film (bland annat anime), musik och datorspel.

### Internet
Sedan mars 2014 finns alla kanalens program tillgängliga som strömmande video över Internet.

## Källhänvisningar
1. ↑  Fabricant, Florence (7 mars 1990). ”Food Notes”. The New York Times. Arkiverad från originalet den 20 januari 2010. https://www.webcitation.org/5mv21BhGQ?url=http://www.nytimes.com/1990/03/07/garden/food-notes-399990.html?pagewanted=1. Läst 20 januari 2010.
2. ↑  ”Corporate profile”. Fuji Television. http://www.fujitv.co.jp/en/corporate_profile.html. Läst 3 januari 2015.
3. ↑  "Company Profile". Arkiverad 1 juni 2009 hämtat från the Wayback Machine. Ponycanyon.co.jp. Läst 21 januari 2015. (engelska)
4. ↑  ”Fuji TV to Stream Shows Online”. Variety. http://variety.com/2014/digital/news/fuji-tv-to-stream-shows-online-1201108705/. Läst 3 januari 2015.